# Premi Robert 2005
La 22ª edizione dei Premi Robert si è svolta a Copenaghen il 16 gennaio 2005.

## Vincitori e candidati
I vincitori sono indicati in grassetto, a seguire gli altri candidati.
Miglior film
- Kongekabale, regia di Nikolaj Arcel
- Forbrydelser, regia di Annette K. Olesen
- Pusher II - Sangue sulle mie mani (Pusher II), regia di Nicolas Winding Refn
- Dag och natt, regia di Simon Staho
- Lad de små børn..., regia di Paprika Steen

Miglior film per ragazzi
- Terkel in Trouble (Terkel i Knibe), regia di Stefan Fjeldmark, Kresten Vestbjerg Andersen e Thorbjørn Christoffersen
- Il fachiro di Bilbao (Fakiren fra Bilbao), regia di Peter Flinth
- Cirkeline og Verdens mindste superhelt, regia di Jannik Hastrup

Miglior regista
- Nikolaj Arcel - Kongekabale
- Annette K. Olesen - Forbrydelser
- Nicolas Winding Refn - Pusher II - Sangue sulle mie mani (Pusher II)
- Simon Staho - Dag och natt
- Paprika Steen - Lad de små børn...

Miglior attore protagonista
- Mads Mikkelsen - Pusher II - Sangue sulle mie mani (Pusher II)
- Mikael Birkkjær - Lad de små børn...
- Frits Helmuth - Villa paranoia
- Mikael Persbrandt - Dag och natt
- Ulrich Thomsen - Non desiderare la donna d'altri (Brødre)

Miglior attrice protagonista
- Sofie Gråbøl - Lad de små børn...
- Laura Drasbæk - Familien Gregersen
- Lena Endre - Dag och natt
- Ann Eleonora Jørgensen - Forbrydelser
- Sonja Richter - Villa paranoia

Miglior attore non protagonista
- Søren Pilmark - Kongekabale
- Nikolaj Lie Kaas - Non desiderare la donna d'altri (Brødre)
- Nicolaj Kopernikus - Forbrydelser
- Bent Mejding - Non desiderare la donna d'altri (Brødre)
- Leif Sylvester - Pusher II - Sangue sulle mie mani (Pusher II)

Miglior attrice non protagonista
- Trine Dyrholm - Forbrydelser
- Pernilla August - Dag och natt
- Laura Christensen - Lad de små børn...
- Ditte Gråbøl - Oh Happy Day
- Sonja Richter - Forbrydelser

Miglior sceneggiatura originale
- Anders Thomas Jensen - Non desiderare la donna d'altri (Brødre)
- Kim Fupz Aakeson - Lad de små børn...
- Kim Fupz Aakeson e Annette K. Olesen - Forbrydelser
- Nicolas Winding Refn - Pusher II - Sangue sulle mie mani (Pusher II)
- Simon Staho e Peter Asmussen - Dag och natt

Miglior sceneggiatura non originale
- Nikolaj Arcel e Rasmus Heisterberg - Kongekabale
- Mette Heeno - Fakiren fra Bilbao
- Mette Heeno - Terkel in Trouble (Terkel i Knibe)

Miglior fotografia
- Rasmus Videbæk - Kongekabale
- Dirk Brüel - Familien Gregersen
- Eric Kress - Fakiren fra Bilbao
- Morten Søborg - Pusher II - Sangue sulle mie mani (Pusher II)
- Erik Zappon - Lad de små børn...

Miglior montaggio
- Mikkel E.G. Nielsen - Kongekabale
- Pernille Bech Christensen e Adam Nielsen - Non desiderare la donna d'altri (Brødre)
- Mogens Hagedorn - Fakiren fra Bilbao
- Anne Østerud e Janus Billeskov Jansen - Pusher II - Sangue sulle mie mani (Pusher II)
- Molly Marlene Stensgaard - Forbrydelser

Miglior scenografia
- Niels Sejer - Kongekabale
- Erik Clausen e Thorkil Slebsager - Villa paranoia
- Peter De Neergaard - Fakiren fra Bilbao
- Peter Grant - Lad de små børn...
- Rasmus Thjellesen - Pusher II - Sangue sulle mie mani (Pusher II)

Migliori costumi
- Helle Nielsen - Kongekabale
- Stine Gudmundsen-Holmgreen - Lad de små børn...
- Jane Haagensen - Villa paranoia
- Manon Rasmussen - Oh Happy Day
- Jane Whittaker - Pusher II - Sangue sulle mie mani (Pusher II)

Miglior musica
- Bo Rasmussen - Terkel in Trouble (Terkel i Knibe)
- Rick Astley - Oh Happy Day
- Joachim Holbek - Dag och natt
- Flemming Nordkrog e Henrik Munch - Kongekabale
- Peter Peter - Pusher II - Sangue sulle mie mani (Pusher II)

Miglior canzone
- Paranoia di Anders Matthesen - Terkel in Trouble (Terkel i Knibe)
- Pruttesangen di Kaya Brüel e Janne Britt Hansen - Cirkeline og Verdens mindste superhelt
- Love Will Shine di Wayne Hernandez - Oh Happy Day
- Losing My Religion di Nina Persson - Lad de små børn...
- When I'm Coming Home Andrew Strong - Non desiderare la donna d'altri (Brødre)

Miglior sonoro
- Nalle Hansen - Terkel in Trouble (Terkel i Knibe)
- Tim Alban - Oh Happy Day
- Peter Albrechtsen - Dag och natt
- Niels Arild - Cirkeline og Verdens mindste superhelt
- Jens Bønding - Pusher II - Sangue sulle mie mani (Pusher II)

Miglior trucco
- Louise Hauberg Nielsen e Morten Jacobsen - Fakiren fra Bilbao
- Kamilla Bjerglind - Kongekabale
- Louise Bruun - Pusher II - Sangue sulle mie mani (Pusher II)
- Naja Jensen - Villa paranoia
- Liz Louis-Jensen - Oh Happy Day

Migliori effetti speciali / luci
- Daniel Silwerfeldt e Thomas Borch Nielsen - Fakiren fra Bilbao
- Lars Andersen, Lasse Spang Olsen e Martin Spang Olsen - Inkasso
- Søren Buus, Peter Hjorth e Hans Peter Ludvigsen - Non desiderare la donna d'altri (Brødre)

Miglior film statunitense
- Lost in Translation - L'amore tradotto (Lost in Translation): Sofia Coppola
- 21 grammi (21 Grams), regia di Alejandro González Iñárritu
- Se mi lasci ti cancello (Eternal Sunshine of the Spotless Mind), regia di Michel Gondry
- Fahrenheit 9/11, regia di Michael Moore
- Monster, regia di Patty Jenkins

Miglior film straniero non statunitense
- Evil - Il ribelle (Ondskan), regia di Mikael Håfström
- I diari della motocicletta (Diarios de motocicleta), regia di Walter Salles
- La sposa turca (Gegen die Wand), regia di Fatih Akın
- Maria Full of Grace, regia di Joshua Marston
- La mia vita senza me (Mi vida sin mí), regia di Isabel Coixet

Miglior documentario
- The Swenkas, regia di Jeppe Rønde

Miglior cortometraggio di finzione
- This Is Me Walking, regia di Ulrik Wivel

Miglior cortometraggio documentario
- Biernes by, regia di Laila Hodell e Bertel Torne

Premio del pubblico
- Terkel in Trouble (Terkel i Knibe), regia di Stefan Fjeldmark, Kresten Vestbjerg Andersen e Thorbjørn Christoffersen

Premio Robert onorario
- Bent Fabricius-Bjerre